# SVT1
 (juillet 2021).
Si vous disposez d'ouvrages ou d'articles de référence ou si vous connaissez des sites web de qualité traitant du thème abordé ici, merci de compléter l'article en donnant les références utiles à sa vérifiabilité et en les liant à la section « Notes et références ».
SVT1 est une chaîne de télévision publique suédoise appartenant au groupe Sveriges Television. Ses émissions ont commencé en 1956. 
Avec l'arrivée de TV2, la chaîne a pris le nom de TV1. En 1987, le chaîne prend une nouvelle dénomination : Kanal 1. En 1996, TV1 et TV2 sont rebaptisées SVT1 et SVT2.

## Histoire
La chaîne a commencé à diffuser des programmes en 1956. Mais à l'époque, la chaîne se nommait Radiotjänst TV, ce n'est que l'année suivante que la chaîne fut rebaptisée Sveriges Radio TV.
En 1969, la chaîne fut nommée TV1 à cause de la création de la chaîne TV2 qui est intervenue la même année.
Dès la fin 1966, les premiers essais de télévision en couleur furent réalisés. La diffusion en couleur des programmes de la STV1 fut inaugurée en 1970.
En 1996, à la suite d'une réorganisation, les chaînes TV1 et TV2 changent de nom pour s'appeler désormais SVT1 et SVT2.
Grâce à des programmes variés, la chaîne de télévision publique suédoise SVT1 devient la chaîne la plus populaire de Suède, avant une baisse d'audience depuis 2006.

## Identité visuelle

### Logos

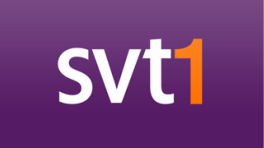
Logo de SVT1 du 25 août 2008 au 4 mars 2012.
Logo de SVT1 HD du 25 août 2008 au 4 mars 2012.
Logo de SVT1 du 5 mars 2012 au 24 novembre 2016.
Logo de SVT1 HD du 5 mars 2012 au 24 novembre 2016.
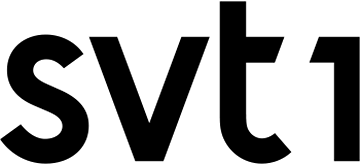
Logo de SVT1 depuis 25 novembre 2016.
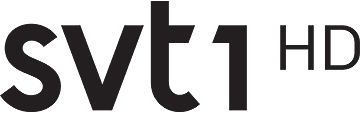
Logo de SVT1 HD depuis 25 novembre 2016.

### Slogans
- Depuis [Quand ?] Sveriges första kanal

## Programmation
Pendant la semaine, une journée de programmation typique sur SVT1 commence par le programme matinal Gomorron Sverige (Bonjour, la Suède) avant que la chaîne tombe entre les mains de la chaîne éducative Utbildningsradio à 9h30. Jusqu'à l'heure du déjeuner, la chaîne continue à retransmettre des programmes avant de lâcher l'antenne jusqu'à environ 15h - 16h. Ensuite à partir de 17h, la chaîne programme l'emission Bolibompa qui programme des émissions pour enfants. Puis enfin vers 19h30, le programme d'information Rapport.

### Programmes en cours
- Agenda
- Äkta Människor
- Aktuellt
- Allsång på Skansen
- Björnes magasin
- Bolibompa
- Debatt
- Djursjukhuset
- Doobidoo
- Dokument utifrån
- Concours Eurovision de la chanson
- Gomorron Sverige
- Helt Historiskt
- Hjärnkontoret
- Lilla Aktuellt
- Lilla Sportspegeln
- Mat/Tina
- Melodifestivalen
- Mitt i naturen
- Plus
- På Spåret
- P.S.
- Raggadish
- Rapport
- Rea
- Riket
- Sommartorpet
- Sportspegeln
- Stallkompisar
- Sverige!
- Så ska det låta
- Tittarnas önskekonsert
- Trackslistan
- Tv-huset
- Uppdrag granskning
- Ulveson och Herngren
- Vi i femman
- Wild Kids